# Junkernschloss
Das Junkernschloss (auch Untere Burg in Unterscheidung zur Oberburg genannt) ist die Burgruine einer ehemaligen Wasserburg in der Gemeinde Driedorf im Lahn-Dill-Kreis im hessischen Westerwald.

## Lage
Die Burgruine befindet sich nahe dem Rehbach. Rund um die Burgruine wurde ein Park angelegt. Die Burgruine ist frei zugänglich.

## Geschichte

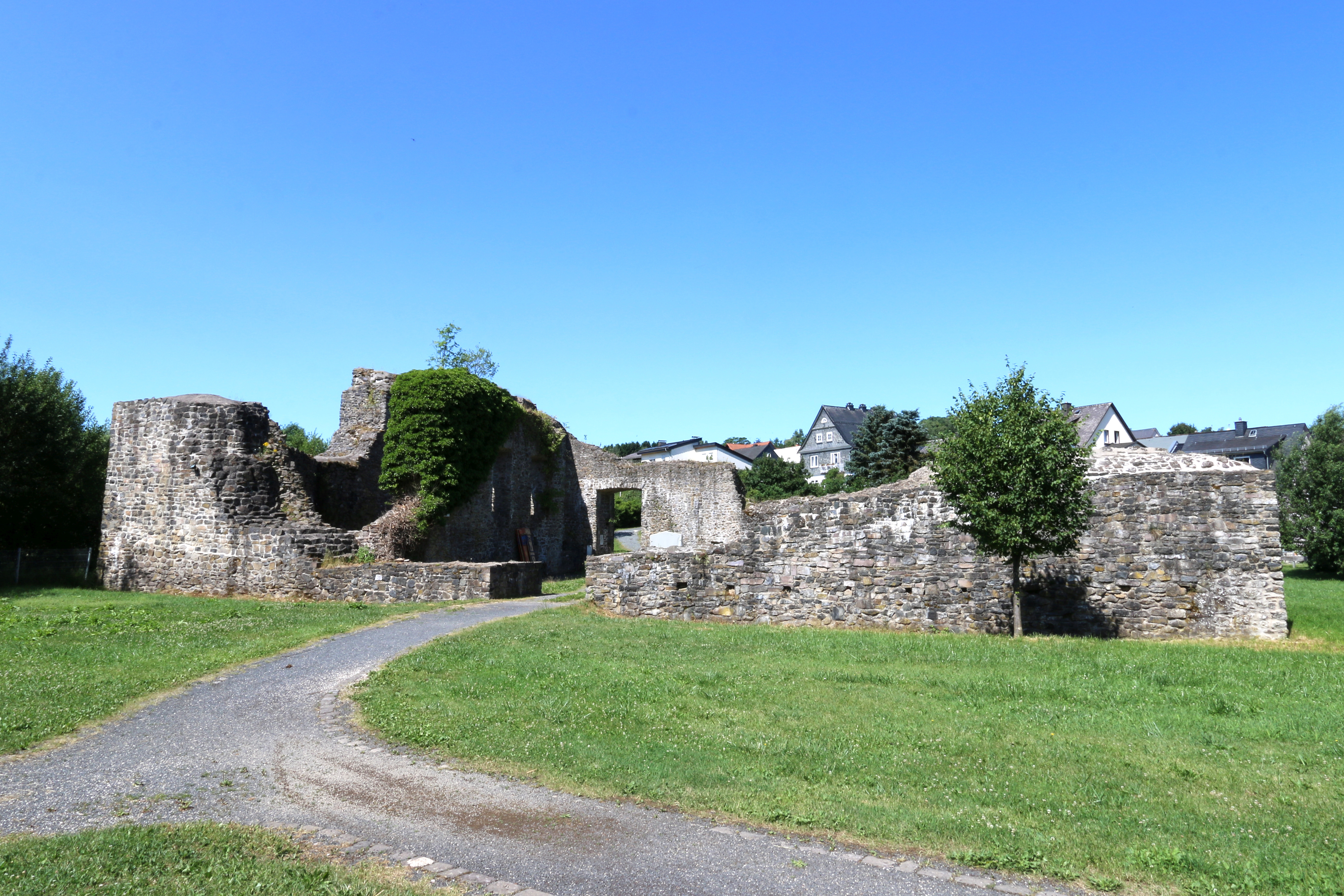
Ruine von Osten

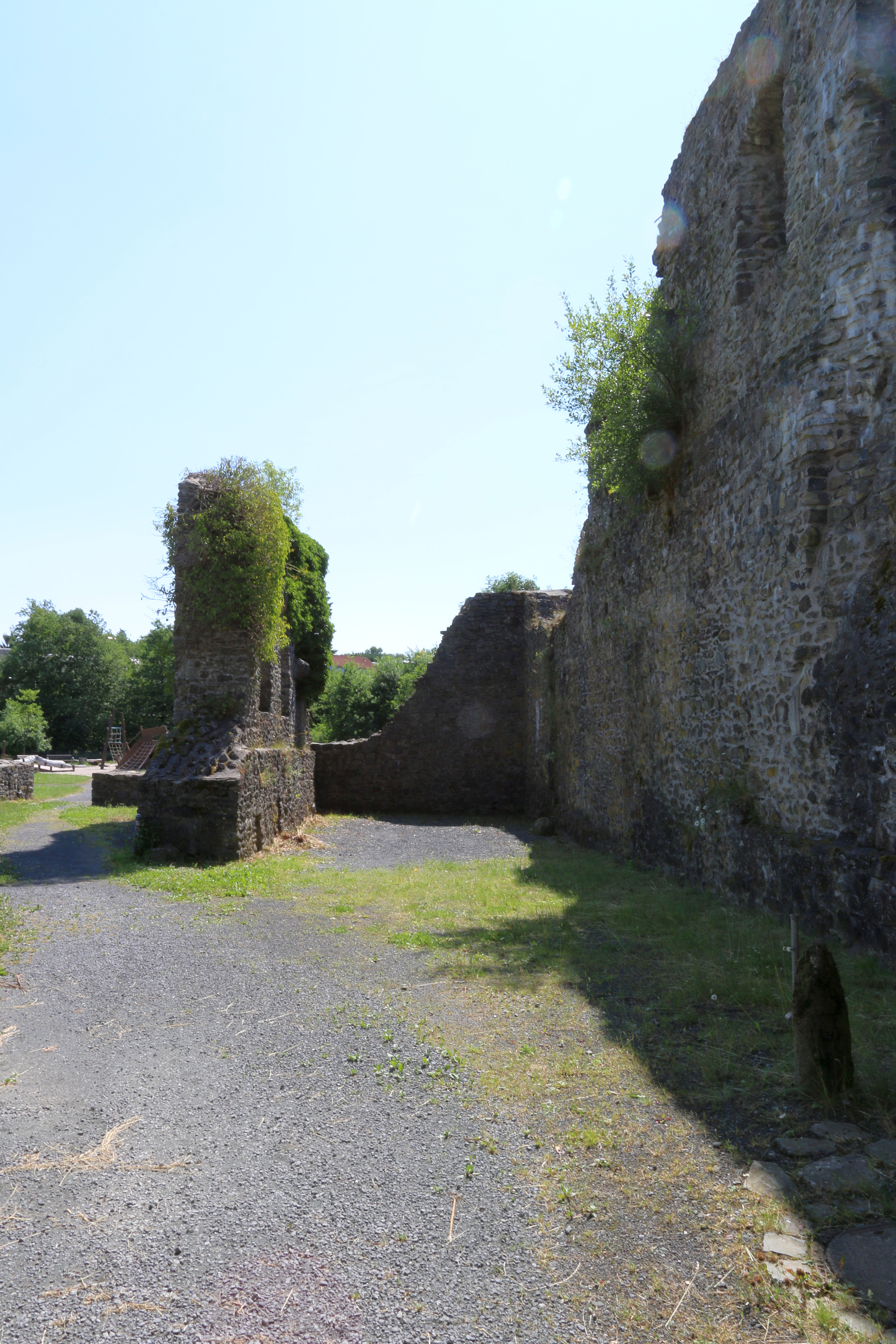
Blick in die Überreste des Palas

Vor 1280 befand sich hier im Rehbach-Mühlbach-Tal ein Sitz der Herren von Greifenstein. In einer Auseinandersetzung fiel dieser an Otto I. (Nassau), der zwischen 1280 und 1290 auf den Resten der alten Burganlage die quadratische Wasserburg mit Burghof und Palas erbauen ließ.
Ursprünglich hatte die Burg nur strategische Bedeutung. Ab 1303 diente sie jedoch Graf Emich I. von Nassau-Hadamar als Residenz. Dieser erwirkte für die der Burg vorgelagerten Siedlung 1305 Stadtrechte. Durch Verkauf gelangte die Burg an Otto II. von Nassau-Dillenburg, der sie 1347 den Junkern Johann und Wiegand von Mudersbach zu Lehen gab. Seitdem wird die Burg als Junkernschloss bezeichnet.
Die Burg gelangte 1348 an die Landgrafschaft Hessen, die sie 1398 als Lehen an die Grafschaft Katzenelnbogen gab. 1408 sollen Burg und Ort im vollständigen Besitz der Katzenelnbogener sein. 1437 wurde Daniel II. von Mudersbach hessischer Burgmann und erhielt Wasserburg, den Graben und das Land zum Ort hin als Lehen. Die Familie von Mudersbach stellte danach auch die Burgmänner unter den wechselnden Landesherren. 1557 kamen Burg und Siedlung nach langen Erbrechtsauseinandersetzungen wieder an Wilhelm von Nassau-Dillenburg. Mit dem Tod von Daniel III. von Mudersbach 1600 starb die Familie im Mannesstamm aus. Daniels einzige Tochter nutzte mit ihrem Mann Hardmut von Cronberg die Burg als Wohnung, nachdem sie von Wilhelms Sohn Johann VI. Graf von Nassau-Dillenburg, genannt der Ältere, mit der Burg belehnt wurden. Spätestens 1606 mit seinem Tod endete die Lehenshoheit von Nassau-Dillenburg. 1610 wurde die Burg an das Haus Nassau-Beilstein verkauft.
Danach hatte die Burg keine Bedeutung mehr und verfiel zu einer Ruine. 1780 wurde der Hauptturm abgerissen und damit der Wassergraben verfüllt.

## Anlage
Die Wasserburg, der Wassergraben aus dem nahen Rehbach gespeist, war eine einfache rechtwinklige, nahezu quadratische Anlage, die Nordost-Südwest ausgerichtet ist. Im südlichen Teil, war die Burg im Verhältnis ein Viertel zu drei Viertel durch eine innere Mauer geteilt, so dass der kleinere Teil im Süden vermutlich der Palas war. Stichbogenartige Fensteröffnungen sind an der Ruine erhalten.
Ab 1990 restauriert sind noch Kragsteine der Balkenlager, Kamine mit Monolithabdeckungen, das Zugangstor, der Burghof sowie an der Nordecke die Grundmauern des „Hohe Warte“ genannten Bergfrieds zu sehen. 2004 wurde die Umgestaltung des Geländes um die Ruine abgeschlossen. Ruine und umliegendes gestaltetes Gelände werden heute für Veranstaltungen genutzt.